# Cserey József Imre
Cserey József Imre (nagyajtai) (1751–1809) katolikus pap, tanár.

## Élete
Cserey Elek és Boér Krisztina fia volt. A humaniórákat Kolozsvárt végezte, és 1770-ben Trencsénben a jezsuita rendbe lépett, és Győrött folytatta tanulását. A rend föloszlatása után (1773) világi pap lett, és a nagyszebeni gimnáziumban tanított; később Marosvásárhelyen plébános lett. 1794–1815-ig gyulafehérvári kanonok volt.

## Munkái
- Gemma laus domus Pazmaniae auditoribus dum annuos honores divis sui tutelaribus Petro et Paulo anno a restauratione sui sexto salutis vero 1772 persolveret. Vindobonae
- S. Aurel. Augustinus religionis vindex dictione panegyrica celebratus. Budae, 1779
- Prima elementa Graecae grammatices, in usum gymnasiorum. Editio aucta et recognita. Cibinii, 1790
- A folyó és versbéli magyar beszédnek válogatott példáji, melyeket a tanuló ifjuságnak hasznára öszveszedegetett. Uo. 1790–91
- Deutsche Chrestomatie zum Gebrauche der lateinischen Schulen für die Gymnasial-Classen. Uo. 1790. (három utóbbi munkájáért a királytól 1791. febr. 24. kelt irattal 50 arany jutalmat nyert)
- Istennek szeretete talpköve és bizonyítása az oltári szentség mélységes titkának. Kolozsvár, 1794
- Halotti beszéd, mellyel… gróf Haller Sigmond úrnak… szomorú végpompáját tisztelte. 1803. Uo. 1804